# Douglas Emhoff
Douglas Emhoff, dit Doug Emhoff, né le 13 octobre 1964 à Brooklyn, New York (État de New York), est un avocat américain. 
Il est le deuxième gentilhomme des États-Unis du 20 janvier 2021 au 20 janvier 2025, en tant qu'époux de Kamala Harris, 49e vice-présidente des États-Unis, faisant de lui le premier homme à endosser ce rôle.

## Biographie

### Naissance et famille
Douglas Craig Emhoff naît le 13 octobre 1964 dans une famille juive, de Brooklyn, à New York. Il est le fils de Michael Emhoff et de Barbara Emhoff (née Kanzer).

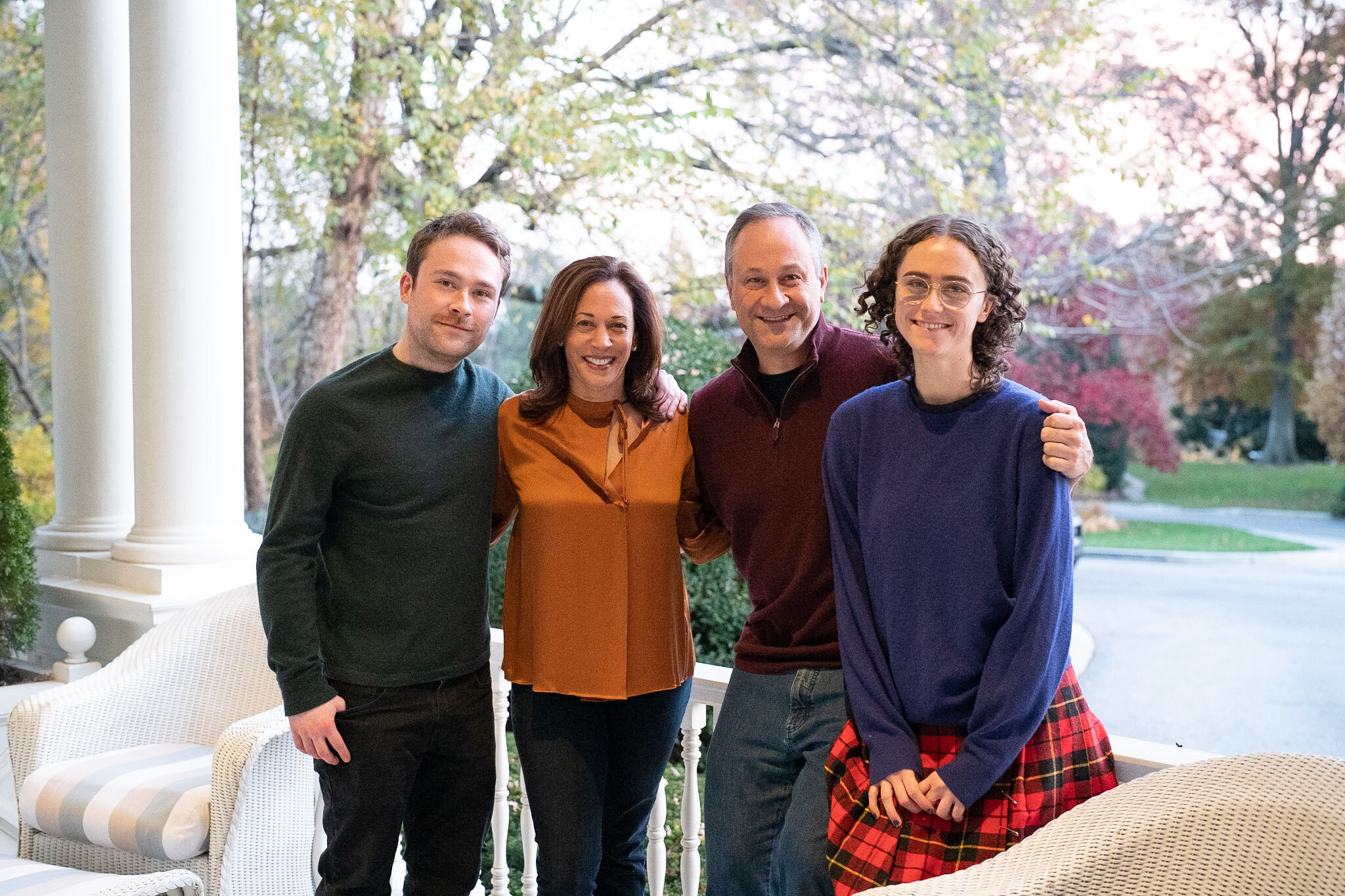
Douglas Emhoff avec sa seconde épouse Kamala Harris et ses enfants Cole et Ella (2024).

En 1992, il épouse Kerstin Mackin, une productrice de cinéma. Ensemble, le couple a deux enfants : Cole, né en 1994, et Ella (en), née en 1999. L'aîné est prénommé en hommage au jazzman John Coltrane et la seconde en hommage à la chanteuse Ella Fitzgerald. Ella fait des études de design. Elle travaille ensuite comme mannequin et artiste-couturière. En 2008, Douglas et Kerstin Emhoff divorcent.    
En 2014, il épouse en secondes noces Kamala Harris, alors procureure générale de Californie, à Santa Barbara, avec qui il s'est mis en couple en 2013. Kamala Harris aurait des relations amicales avec Kerstin Mackin, l'ex-femme de son mari. Selon leurs enfants : « Ils s'entendent bien. C'était comme avoir trois parents. On a eu de la chance par rapport à d'autres familles divorcées ».   

### Études
Douglas Emhoff fait ses études à l'université d'État de Californie à Northridge. Il étudie ensuite à la Gould School of Law (en) de l'université de Californie du Sud.

### Carrière
Douglas Emhoff travaille comme avocat spécialiste du droit des médias, du sport et du spectacle.
Il commence sa carrière en travaillant quelques années dans deux cabinets de taille moyenne, Pillsbury Winthrop (en) puis Belin Rawlings & Badal. Il lance ensuite son propre cabinet avec un ancien camarade de fac. Sa firme est vendue en 2006 au consortium Venable (en)[réf. nécessaire].
En 2017, Doug Emhoff devient associé du cabinet d'avocat DLA Piper. En 2020, il annonce quitter DLA Piper après la victoire du duo Biden-Harris à la présidentielle américaine, afin d'éviter tout conflit d'intérêts.  
En décembre 2022, il devient professeur de droit à l'université de Georgetown.   

### Deuxième gentilhomme des États-Unis
Le 7 novembre 2020, Joe Biden et sa colistière Kamala Harris sont élus lors de l'élection présidentielle. 
Le 20 janvier 2021, Kamala Harris devient officiellement la première femme vice-présidente des États-Unis, et son époux Douglas Emhoff devient ainsi deuxième gentilhomme des États-Unis, premier homme à endosser ce rôle.
Le 8 décembre 2022, le New York Times note l'engagement de Doug Emhoff dans la lutte contre l'antisémitisme.
En 2024, après le retrait de Joe Biden, Emhoff soutient son épouse durant sa campagne pour l'élection présidentielle de novembre.

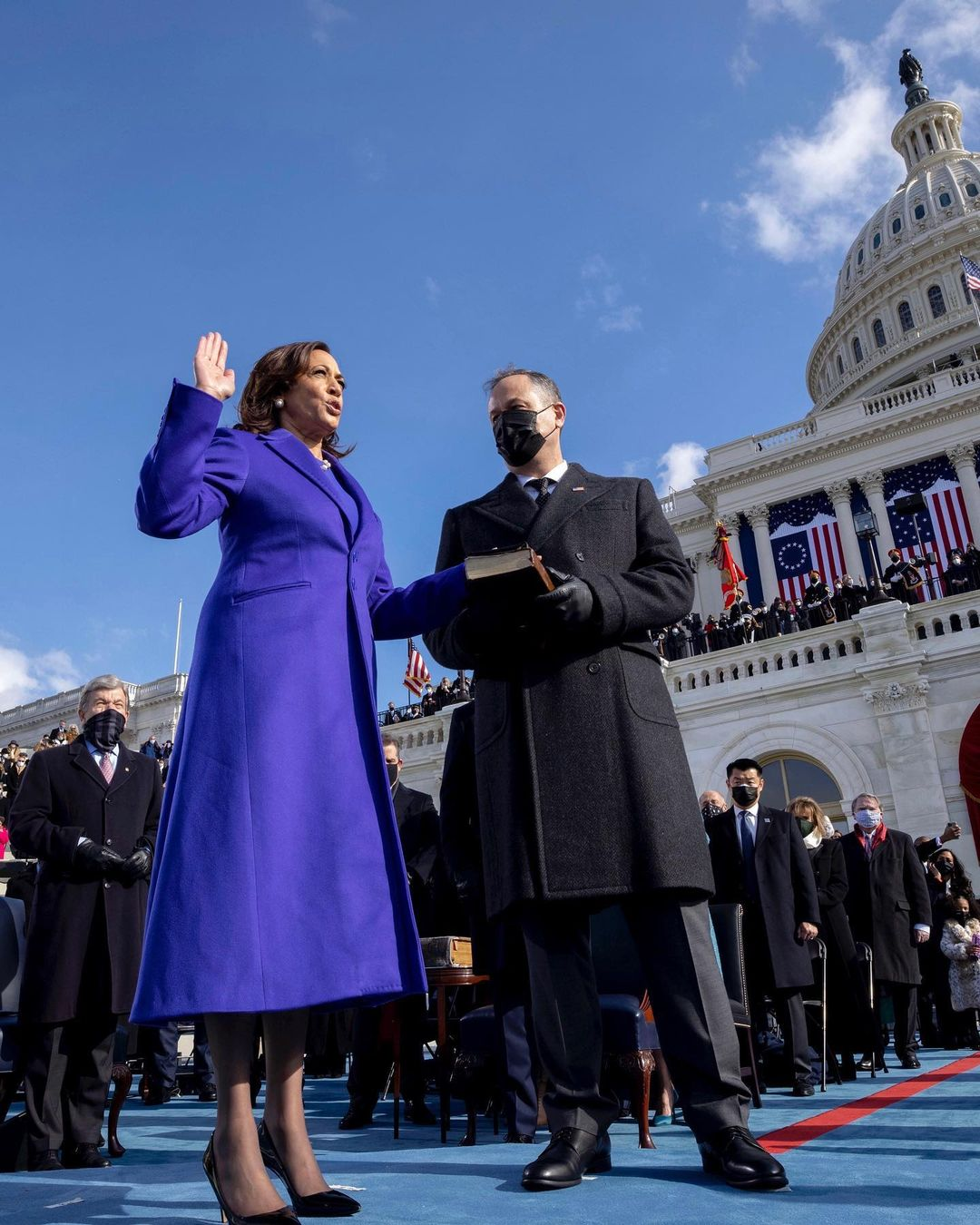
Douglas Emhoff et son épouse Kamala Harris, lors de la prestation de serment de celle-ci comme vice-présidente.
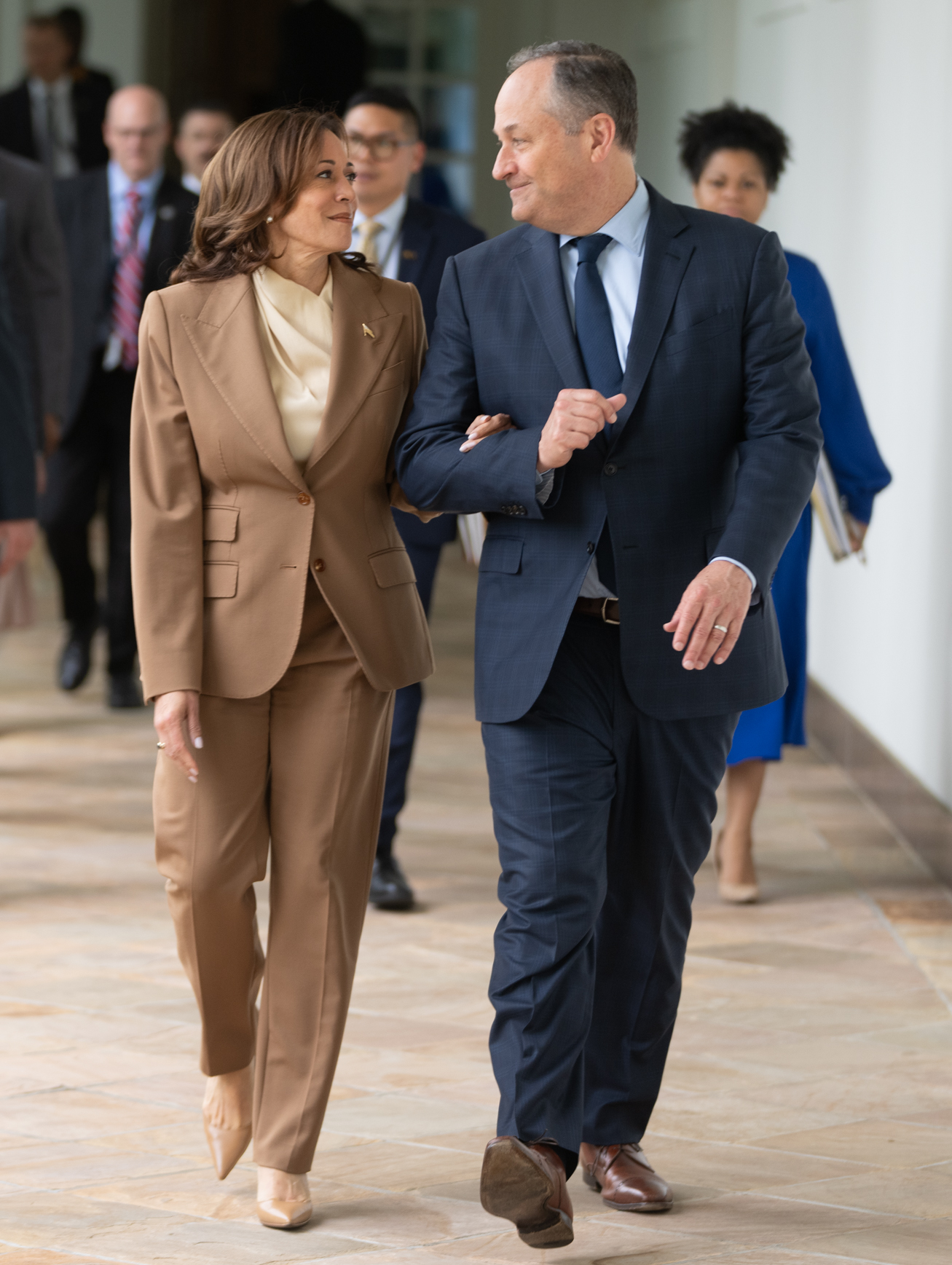
Douglas Emhoff et Kamala Harris à la Maison-Blanche, 2021.
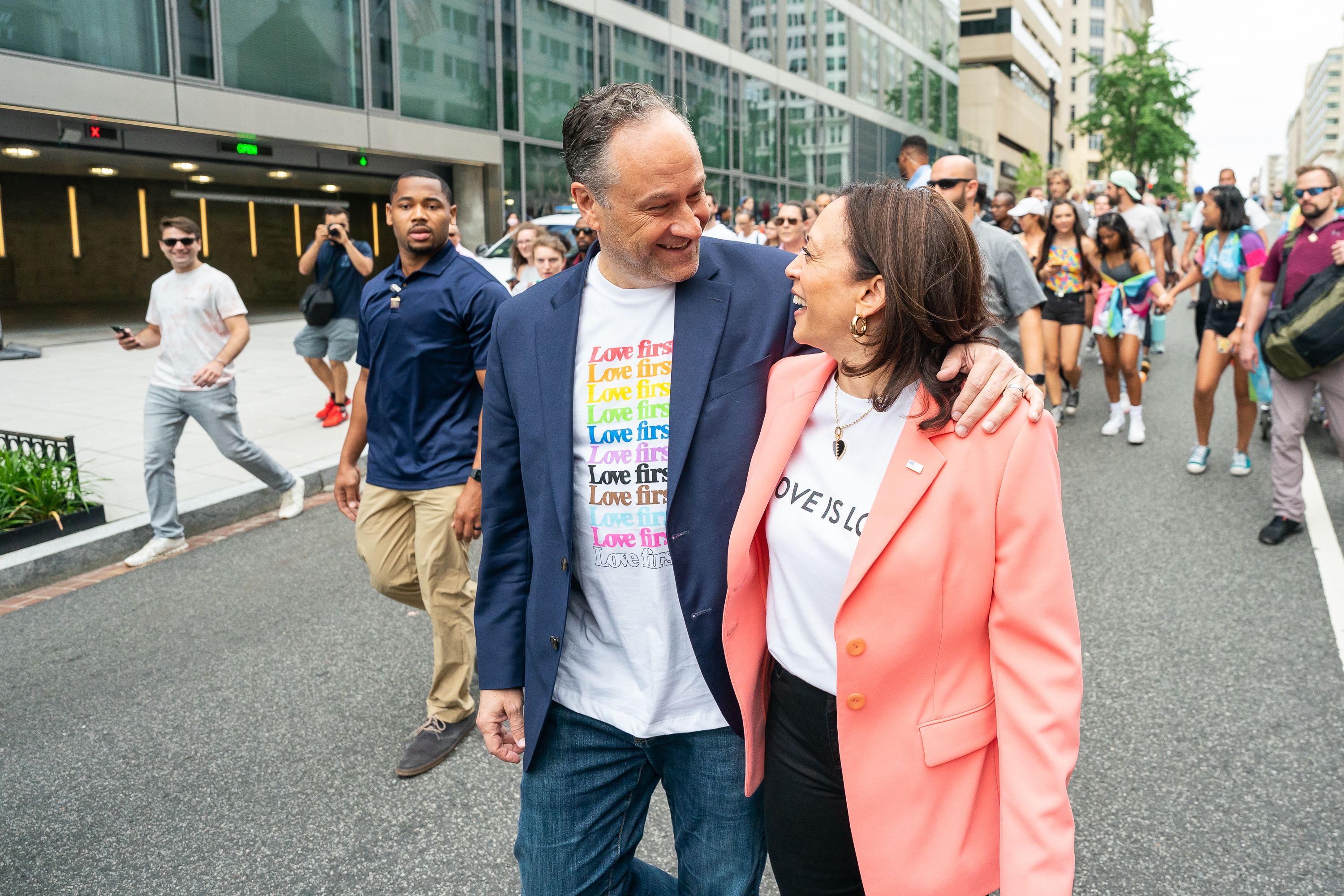
Emhoff et Harris à Capital Pride à Washington, D.C., juin 2021.
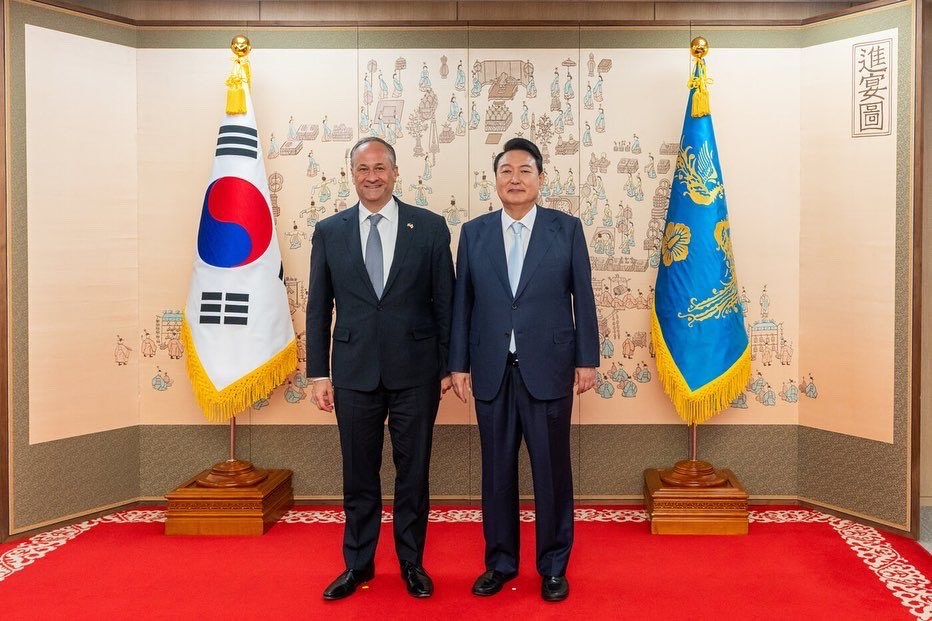
Douglas Emhoff et le nouveau président sud-coréen, Yoon Suk-yeol, 10 mai 2022.
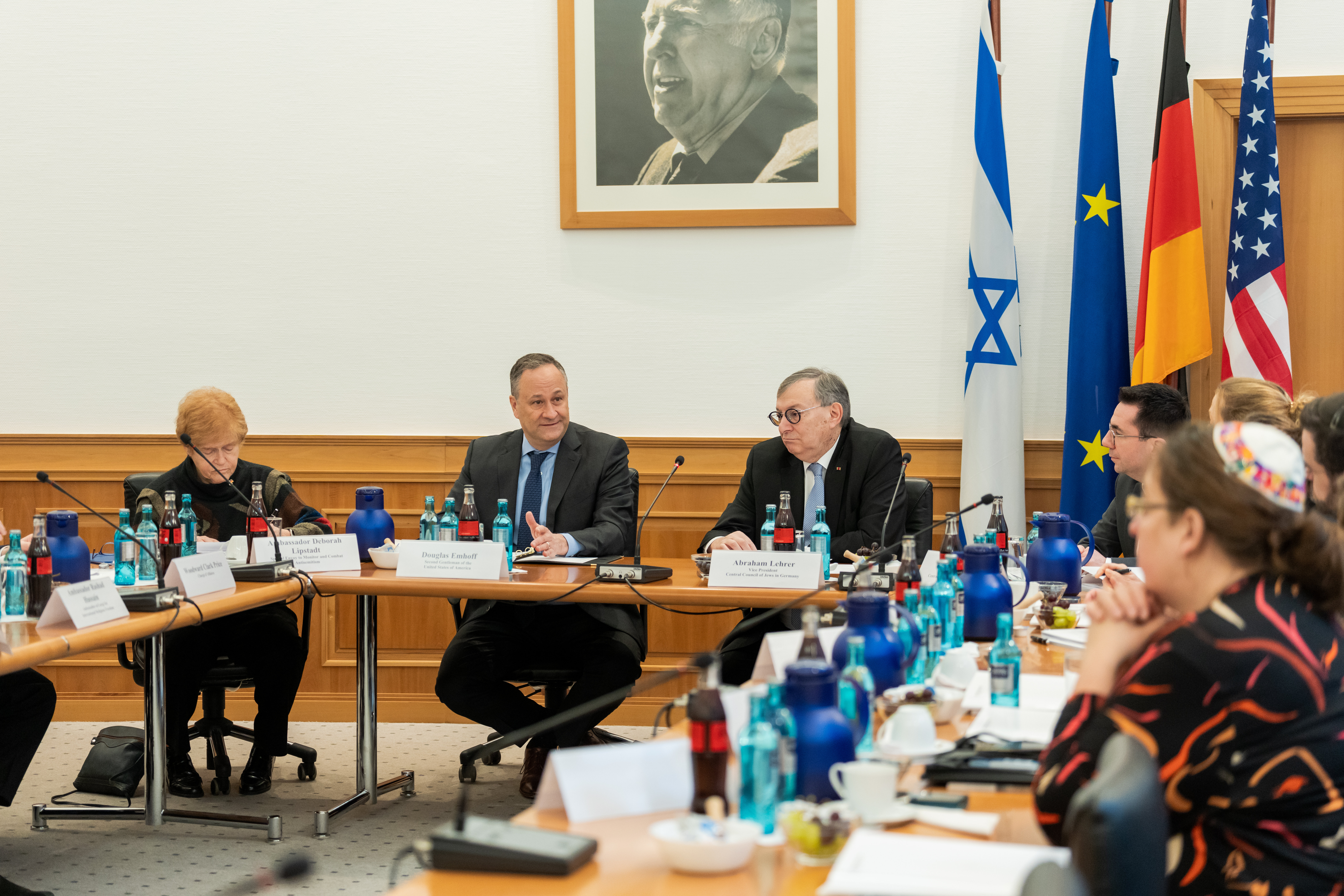
Emhoff participant à une table ronde interconfessionnelle au Conseil central des Juifs en Allemagne, à Berlin, le 31 janvier 2023.